# Асгард (гора)
Асгард (англ. Asgard) — гора на острові Баффінова Земля з двома вершинами, розділених седловиною. Висота над рівнем моря — відповідно 2015 і 2011 метрів.
Дві вершини циліндричної форми.
Гора названа на честь небесного міста Асгард — домівки богів-асів у германо-скандинавській міфології.
Перше сходження відбулося в 1953 року. В 1976 році Рік Сильвестер здійснив перший бейс-стрибок з гори.